# دائریم-دانگ
دائریم-دانگ (به لاتین: Daerim-dong) یک منطقهٔ مسکونی در کره جنوبی است که در Yeongdeungpo District واقع شده‌است.